# Linepithema keiteli
Linepithema keiteli es una especie de hormiga del género Linepithema, subfamilia Dolichoderinae. Fue descrita científicamente por Forel en 1907.
Se distribuye por República Dominicana y Haití. Se ha encontrado a elevaciones de hasta 1750 metros. Vive en microhábitats como la hojarasca, madera podrida y debajo de rocas y piedras.